# Wandervogel
Wandervogel este denumirea adoptată de o mișcare populară germană de tineret, începând cu anul 1896. Denumirea poate fi tradusă că pasăre hoinară sau călătoare (diferind de termenul "Zugvogel" sau pasăre migratoare), iar idealul este acela de a respinge restricțiile sociale și de a reveni la natură și la libertate. Grupurile de tineri s-au înmulțit repede, rezultând multe organizații care încă păstrau denumirea de Wandervogel, fiind însă independente unele de altele. În orice caz, senzația era că alcătuiau încă o mișcare comună, divizată în câteva ramuri.

## Istorie
Mișcarea Wandervogel a fost instituită în mod oficial pe 4 noiembrie 1901 de către Herman Hoffmann Fölkersamb, care în 1895 formase un cerc de studiu la școala de gramatică pentru băieți Berlin-Steglitz, unde preda. Wandervogel a devenit curând mișcarea de tineret predominantă în Germania. Era o organizație de tineret care dorea întoarcerea la natură, punând accent pe libertate, responsabilitate personală, și spiritul de aventură, având o abordare naționalistă cu privire la originile teutone ale Germaniei.
După primul război mondial, liderii mișcării s-au întors deziluzionați din conflict. Același lucru s-a întâmplat și cu cercetașii germani. Astfel că ambele mișcări au început să se influențeze reciproc puternic în Germania. De la Wandervogel a apărut o cultură mai puternică de drumeție, aventură, expediții în locuri îndepărtate, romantism și o structură de conducere mai clară. Cercetașii au adus uniforme, steaguri, mai multă organizare, mai multe tabere, și o ideologie mai tânără. Exista și o influență pedagogică din partea lui Gustav Wyneken.
Toate acestea au dus la apariția organizației Bündische Jugend. Împreună, mișcarea Wandervogel, cercetașii germani și Bündische Jugend reprezintă mișcarea germană de tineret.
Aceasta a început la mai bine de un sfert de secol înainte ca naziștii să vadă oportunitatea de a deturna unele dintre metodele și simbolurile mișcării germane de tineret, pentru a fi folosite de către Hitlerjugend pentru influențarea tinerilor.
Mișcarea a fost foarte influentă în acea vreme. Membrii ei erau romantici pregătiți să sacrifice multe pentru idealurile lor. De aceea, mulți dintre ei s-au regăsit de ambele părți în timpul celui de Al Treilea Reich. O parte din grupurile Wandervogel aveau și membri evrei; tineretul și adulții evrei aveau propriul lor grup Wandervogel denumit "Blau-Weiss" ("albastru-alb"), care a devenit ulterior o mișcare de tineret sionistă; alte mișcări evreiești de cercetași precum Hashomer Hatzair au fost de asemenea influențate de Wandervogel. Anumite grupuri din cadrul mișcării erau antisemite sau apropiate guvernului nazist. De aceea unii din membrii marcanți au ajuns să susțină cel de Al Treilea Reich, în timp ce alți membri marcanți i se opuneau.
Începând cu 1933, naziștii au interzis Wandervogel, cercetașii germani, Jungenschaft și Bündische Jugend, alături de cele mai multe grupuri independente față de Hitlerjugend. Au supraviețuit doar grupurile asociate bisericilor, ce au durat aproape până în 1936.

## Influență
Unii autori susțin că atitudinea și activitățile Wandervogel au fost influente asupra mișcărilor sociale ulterioare, în particular mișcarea hippie, care s-a dezvoltat în SUA în anii 1960.